# 布登市镇
布登市镇（瑞典語：Bodens kommun）是瑞典北部北博滕省的一个市镇。其治所位于布登。

## 友好城市
和布登市镇簽訂友好城市協議的城市有：
- 挪威阿爾塔
- 芬蘭奧盧 （自1948年起）[3]
- 俄羅斯阿帕季特